# تكوين الوجيد
تكوين الوجيد تكوين جيولوجي يقع في الجهة الجنوبية من المملكة العربية السعودية، تم اكتشافه عام [[1966 في السعودية|1966 في اقصى شمال منطقة  نجران  يتكون من الأحجار الرملية المطعمة بطبقات من الطُفل، كونه يقع مباشرة على صخور القاعدة المركبة، يصل عرض منكشفه 100متر، ويبلغ سمكه نحو 400 - 430 متر، بينما يقل سمكه كلما اتجهنا غربًا بالقرب من وادي الدواسر حيث يبلغ 400 - 200 متر، ينتج من هذا التكوين مياه عذبة ومتدفقة، حيث يبلغ مجموع الأملاح الذائبة في مياهه 520 جزءًا في المليون، ومنذ تم اكتشافه وحفر الآبار فيه مستمر ويتراوح عمقها مابين 100 - 1,100 متر، وتقدر كمية المياه التي استخرجت منه سنويًا حوالي 25,000,000 متر3.

## مشروع تكوين الوجيد المائي
مشروع مائي لنقل المياه من أطراف الربع الخالي إلى محافظتي بيشة وتثليث في المملكة العربية السعودية، أطلق في 7 يناير 2018، وتشرف عليه وزارة البيئة والمياه والزراعة، تبلغ طاقته الإنتاجية لليوم الواحد 68,000 م3، كما تم حفر 20 بئرًا جوفية في الوجيد، وإنشاء خطوط أنابيب يتجاوز طولها 525 كم على امتدادها محطات للضخ والتنقية، بلغت تكلفة المشروع 1,800,000,000 ريال سعودي. 